# 대포항 (고성군)
대포항은 경상남도 고성군 삼산면 미룡리에 있는 어항이다. 2002년 8월 6일 어촌정주어항으로 지정하여 관리하고 있다. 시설관리자는 고성군수이다.

## 어항 구역
- 수역: 대포선착장 동쪽 돌출부에서 덕개 앞 해상을 연결한 선내수면
- 육역: 경남 고성군 삼산면 미룡리 1128-8번지 외 9필지

## 어항 시설
- 호안 178m, 선착장 119m

## 주요 어종
- 굴, 멸치, 갯장어, 감성돔, 도다리, 갯가재, 물매기, 바지락 등